# Humberto Perea
Humberto Perea (Barranquilla, 5 de octubre de 1920-2 de mayo de 1945) fue un atleta colombiano de fines de los años 1930 y principios de la década de 1940.
Nació en Barranquilla el 5 de octubre de 1920 y estudió en el Colegio Barranquilla. 
Participó en los III, IV y V juegos nacionales. Fue campeón nacional en 400, 200 y 100 metros planos.Subcampeón nacional en 100 y 200 metros planos, campeón nacional en 4 x 100, campeón nacional en salto largo y en salto triple y subcampeón nacional en 110 metros con vallas. Campeón bolivariano en salto largo y salto triple en los primeros Juegos Bolivarianos, marca que estuvo vigente en Colombia por casi 25 años. 
Murió tuberculoso.
En 1961, para albergar los Juegos Bolivarianos de ese año, se construyó en Barranquilla un coliseo bautizado con su nombre, el cual fue demolido en 2016.

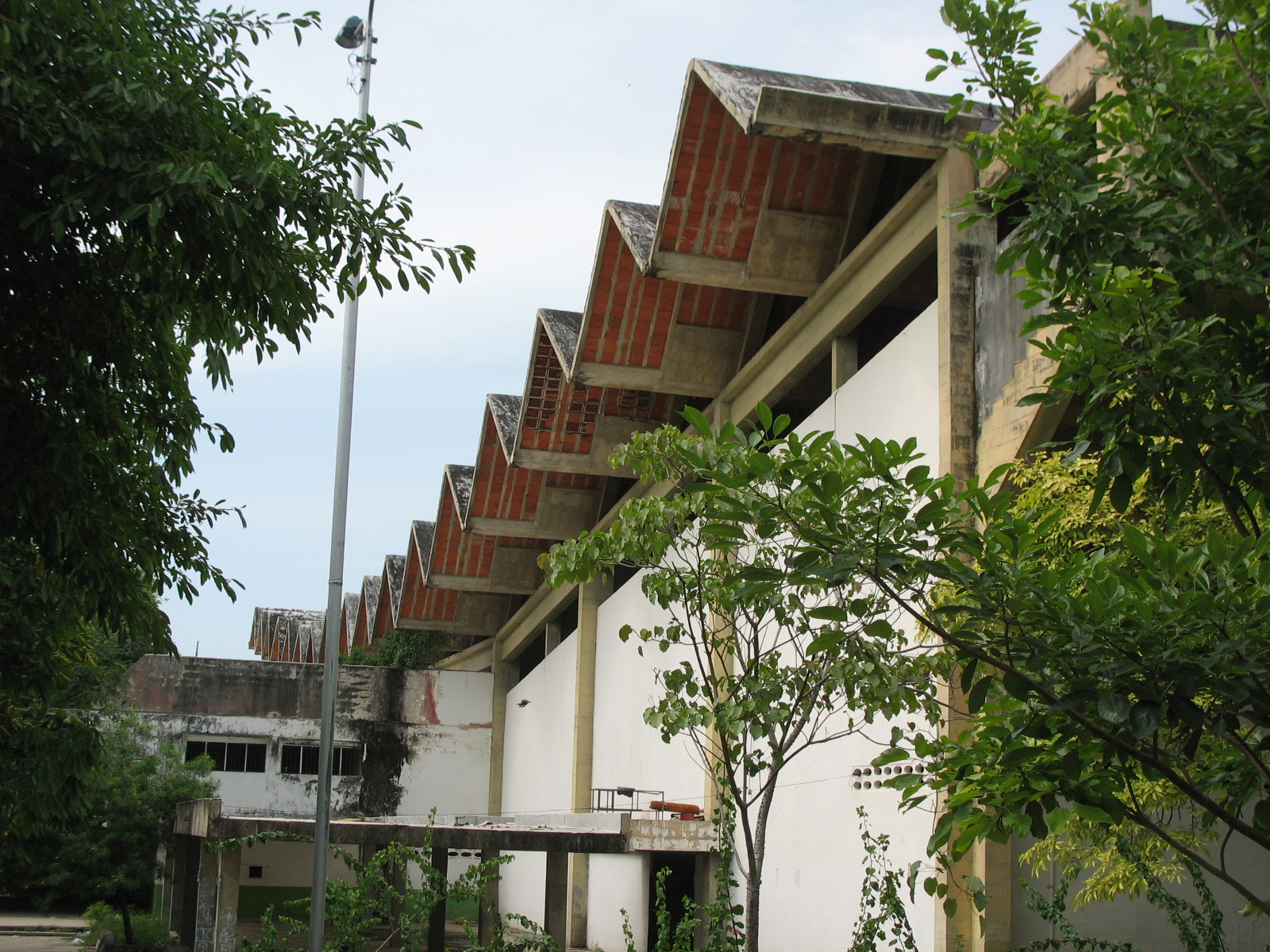
Coliseo Cubierto Humberto Perea.